# دریاچه کبود
دریاچه کبود یا چال کبود یا سیاه‌چال، آبگیری در دامنه جنوبی سالن کوه است. این دریاچه یکی از شگفتی‌های استان خوزستان تلقی می‌شود. با توجه به بیضی شکل و قیفی بودن آن و قطر حدود ۱۴۰ متر و سایر مشخصات، به نظر می‌رسد محل برخورد شهاب سنگ باشد.